# 常兴镇 (眉县)
常兴镇，是中华人民共和国陕西省宝鸡市眉县下辖的一个乡镇级行政单位。

## 行政区划
常兴镇下辖以下地区：
常兴街道社区、镇区社区、店子社区、常兴村、岭堡村、侯家村、下塬村、孙家村、梁马村、河池村、白家村、上塬村、郭何村、尧柳村、安刘塬村、马家村、汶家滩村、杨家村、魏家堡村、车圈村、祁家村和北塬村。